# 牛の角カバー
角突き防止具は、多頭肥育管理中の牛同士の争い（牛の角突き）によるウシの外傷および人への被害を最小限に食い止めるために角に装着される保護具である。
日本では牛の角カバー（うしのつのカバー）として、商品化されたものが著名である。

## 概説
多頭飼育化が進む昨今では、牛同士の角突きで傷ついたり、競合に負けて給与飼料の均一な採食が出来ない場合がある。アメリカ、中国、ヨーロッパの諸外国では、多頭飼育による角突管理では、除角やアバディーン・アンガス種のような無角の牛の飼育が主流である。しかし、除角後の細菌感染や除角作業時の人への被害の事例があり、日本では除角が敬遠される傾向がある。

## 牛の角カバー
ウシが角を使って攻撃するときに、角突き防止器具上部の大きな面で攻撃するため、他の牛や人が傷つかない。
日本では三重県四日市市の日新冷蔵庫株式会社が平成17年1月21日に特許を取得（特許第3638947）、製造・販売を行っている。
多頭飼育時における牛のストレス軽減（血中のコルチゾール値の減少）、角突事故の防止、増体率の向上、牛群増体（DG）のバラツキの減少が確認されている。